# پرسش از امکان امر دینی در جهان معاصر
پرسش از امکان امر دینی در جهان معاصر مجموعه مقالاتی از بیژن عبدالکریمی است که به این مسئله می‌پردازد که آیا در جهان معاصر، امر دینی امکان‌پذیر است.

## نقد و بررسی
همایش دوروزه‌ای تحت‌عنوان «پرسش از امر دینی در عصر حاضر؛ بازخوانی روایت بیژن عبدالکریمی از امر دینی» در ۲۸ و ۲۹ مهر ۱۳۹۷ در پژوهشگاه علوم انسانی برگزار شد. در این همایش رضا داوری اردکانی، عبدالحسین خسروپناه، محمد مجتهد شبستری، داود مهدی‌زادگان، حمید پارسانیا، علیرضا قائمی‌نیا، محمد توکل، مصطفی ملکیان، مهراب صادق‌نیا، احمد آکوچکیان، قاسم پورحسن، محمد سالار کسرایی، نعمت‌الله فاضلی، سید حسین سراج‌زاده، حسن محدثی، سید محسن فاطمی، حسین روحانی، محمد باقر تاج‌الدین، انشاالله رحمتی، سیدجواد میری و سایر پژوهشگران به نقد و بررسی کتاب پرداختند.
نشست دیگری نیز با حضور نصرالله حکمت، رسول رسولی پور، قدیر نصری و سیدجواد میری در ۲۰ آذر ۱۳۹۷ در دانشکده ادبیات دانشگاه علامه طباطبایی برگزار شد.